# Dom przedpogrzebowy w Słupsku
Dom przedpogrzebowy w Słupsku – został zbudowany w latach 1907–1908 według projektu E. Rosera w stylu secesyjnym i znajduje się na kirkucie przy ulicy Kaszubskiej. Obecnie mieści się w nim Pracownia Konserwacji Zabytków.